# Petit-Couronne
Petit-Couronne [pəti kuʁɔn] ist eine Stadt mit 8738 Einwohnern (Stand: 1. Januar 2022) im französischen Département Seine-Maritime in der Region Normandie. Petit-Couronne gehört zum Arrondissement Rouen und ist Teil des Kantons Le Grand-Quevilly. Die Einwohner heißen Couronnais.

## Lage
Petit-Couronne liegt an der Seine, einige Kilometer südwestlich von Rouen. Umgeben wird Petit-Couronne von den Nachbargemeinden Le Grand-Quevilly im Norden, Saint-Étienne-du-Rouvray im Osten, Oissel-sur-Seine im Südosten, Grand-Couronne im Süden, Val-de-la-Haye im Westen und Canteleu im Nordwesten.

## Geschichte
Mit dem Namen Curthelmi wurde Couronne im Jahr 1025 erstmals erwähnt. Der Namensbestandteil Court ist lateinischen Ursprungs, helmi entstammt dem skandinavischen Sprachraum. Vor der Eroberung durch die Normannen in der zweiten Hälfte des 9. Jahrhunderts existierten dort große klösterliche Güter. Vermutlich um das 12. Jahrhundert wurde die Gemeinde in Grand-Couronne und Petit-Couronne geteilt.

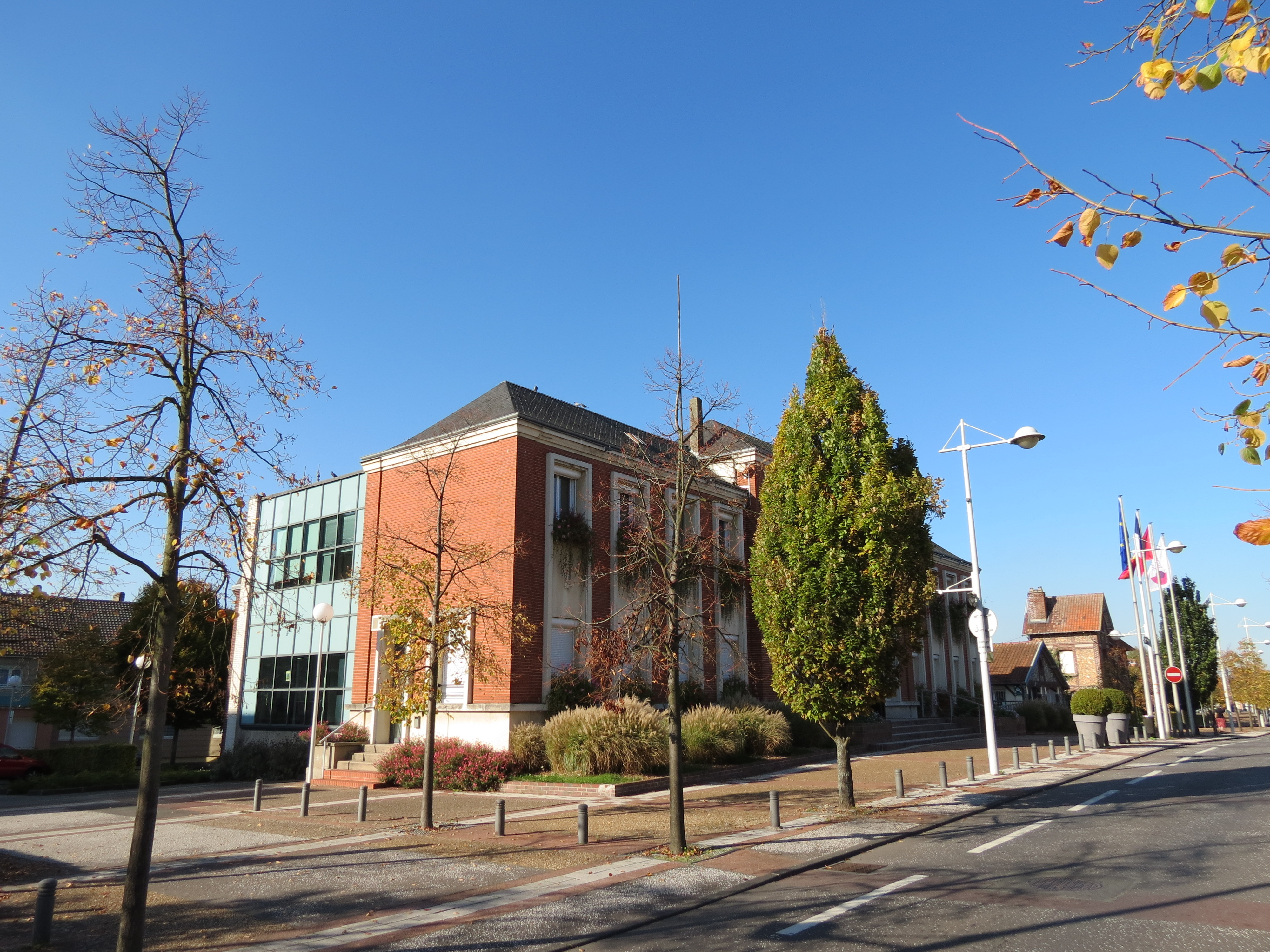
Mairie (Rathaus)

## Einwohnerentwicklung
| Jahr                       | 1962 | 1968 | 1975 | 1982 | 1990 | 1999 | 2006 | 2011 |
| Einwohner                  | 3901 | 4861 | 5686 | 6340 | 8122 | 8621 | 8690 | 9248 |
| Quellen: Cassini und INSEE |      |      |      |      |      |      |      |      |

## Sehenswürdigkeiten
- Kirche Saint-Aubin aus dem 17. Jahrhundert
- Menhire
- Maison Pierre Corneille aus dem 17. Jahrhundert, heute Museum

## Verkehr
Am 8. Januar 1883 eröffnete die Compagnie du chemin de fer de Paris à Orléans (PO) den Abschnitt von Elbeuf nach Rouen der Bahnstrecke Rouen–Orléans, an dem Petit-Couronne einen Bahnhof erhielt. Personenverkehr findet dort nicht mehr statt.
Durch das Stadtgebiet verlaufen die Nationalstraßen N 138 und N 338 sowie die Departementsstraße D 3. Nächste Autobahn ist die A 13, die über den von der N 138 abgehenden Autobahnzubringer A 139 erreicht wird.

## Gemeindepartnerschaften
Petit-Couronne pflegt Gemeindepartnerschaften zu
- Hannover-Ahlem, Niedersachsen, Deutschland, seit 1967
- Beccles, Suffolk (England), Vereinigtes Königreich, seit 1978
- Vila Verde, Distrikt Braga, Portugal, seit 1989

## Persönlichkeiten
- Pierre Corneille (1606–1684), Schriftsteller
- Marcelly (1882–1966), Chansonsänger